# Срок давности
Срок давности — период времени, прошедший после момента наступления юридического факта, с истечением которого может быть связано возникновение, изменение или прекращение юридических последствий. Например, может утрачиваться право на подачу иска (исковая давность), на принудительное исполнение решения суда, арбитража (исполнительная давность), происходить освобождение от уголовной ответственности или от уголовного наказания.

## Давность в публичном праве
В публичном праве установление сроков давности связывается с презумпцией утраты общественной вредности самим правонарушением либо правонарушителем по прошествии длительного времени с момента совершения правонарушения.
Вследствие истечения сроков давности возможно освобождение от различных видов ответственности: дисциплинарной, административной, уголовной.
Сроки давности не применяются к лицам, совершившим военные преступления и преступления против человечества.

## Давность в частном праве
В частном праве сроки давности в основном связаны с утратой права лица на подачу иска о защите права. Пока данный срок не истёк, лицо имеет право на защиту своего права в принудительном порядке. После его истечения противоположная сторона правоотношения имеет право сослаться на давность как основание для отказа в иске.
Применение исковой давности в частном праве связывается с необходимостью обеспечить устойчивость имущественных правоотношений, стимулировать соблюдение договорных обязательств, своевременную реализацию участниками правоотношений своих прав. Установление давности также преследует цель обеспечения возможности установления судом реальных обстоятельств дела при рассмотрении искового заявления.